# Zhili

Situation du Zhili.

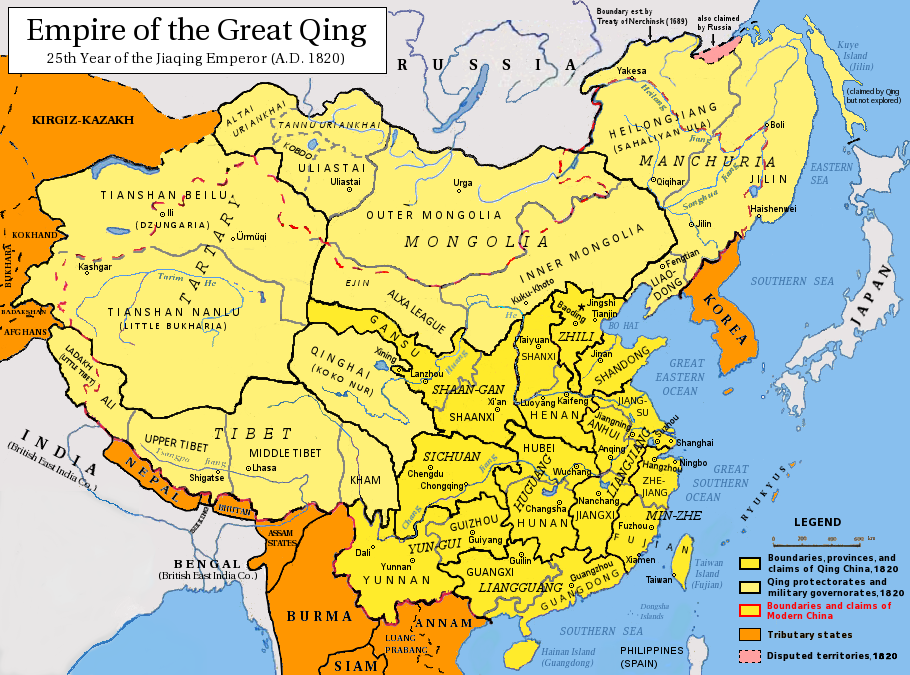
Le Zhili en 1820.

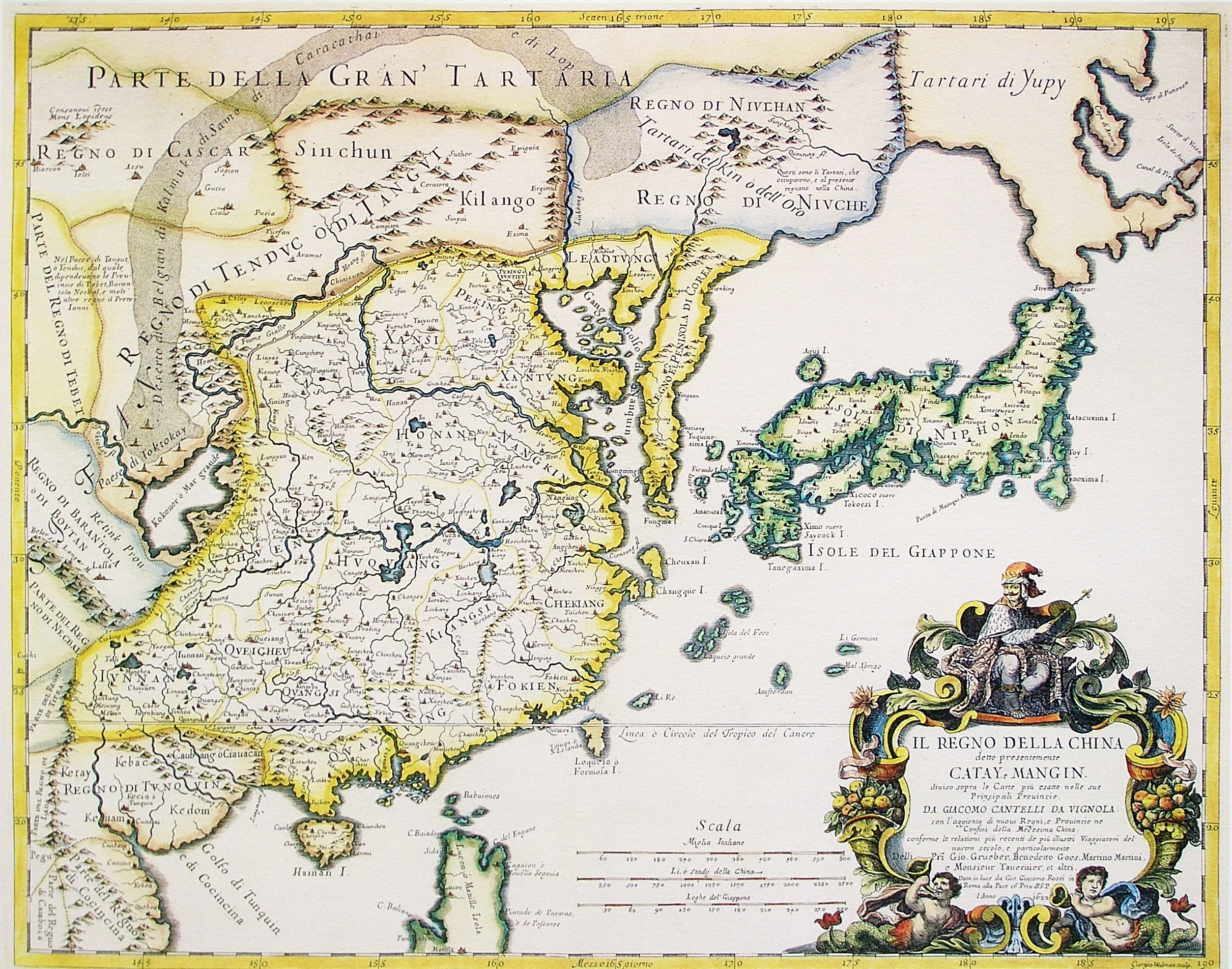
Carte européenne du XVIIe siècle utilisant les noms Peking et Nangking pour désigner les Zhili du nord et du sud.

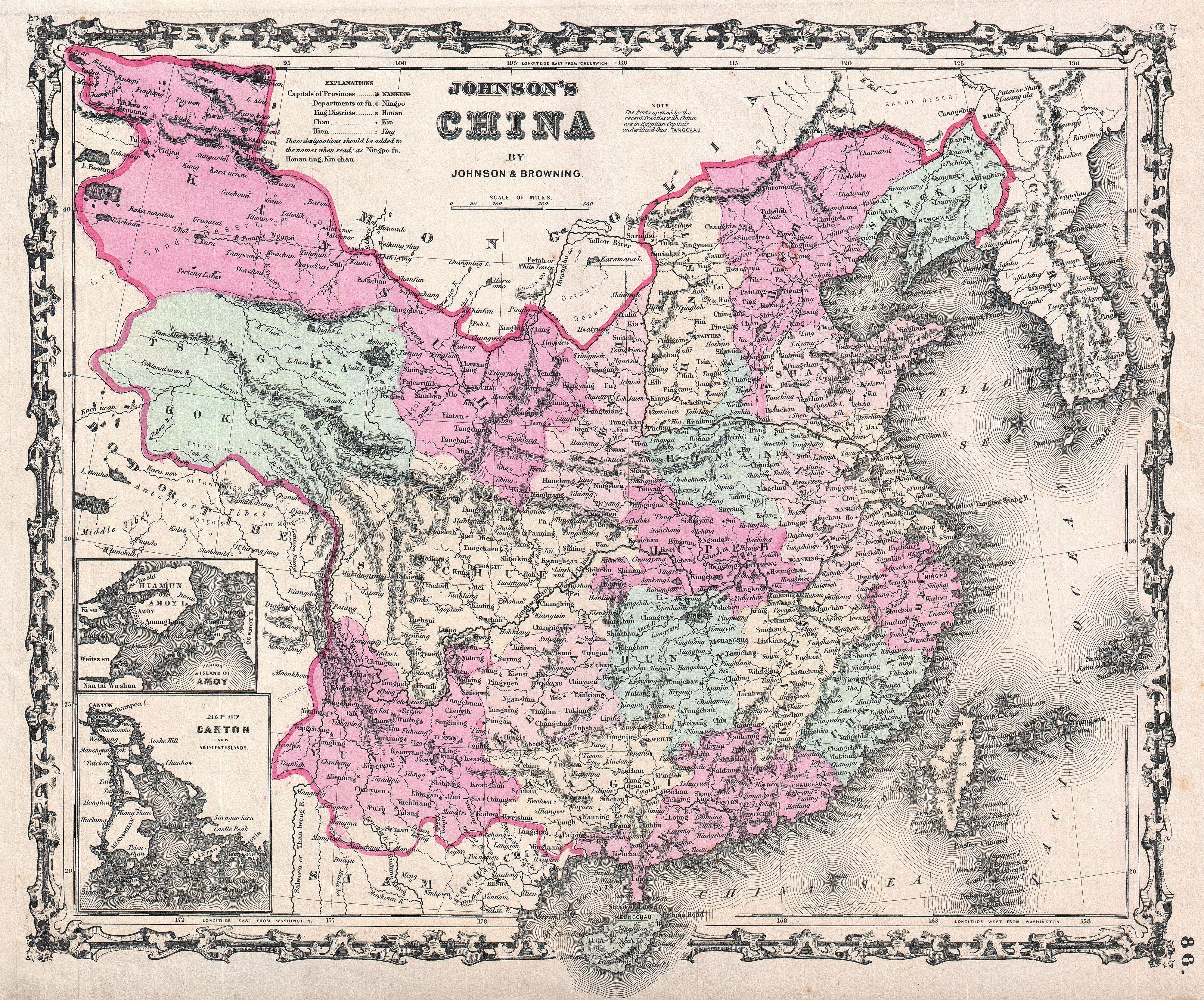
Carte de 1861 présentant le Chihli (Zhili).

Le Zhili (Wade-Giles Chihli ; chinois 直隸) ou Pé-Tché-Li (北直隶, hanyu pinyin běizhílì) est une ancienne province de la Chine du nord créée sous la dynastie Ming (1368-1644) et qui a existé jusqu'à sa dissolution en 1928, à l'époque de la République de Chine. Elle s'étendait principalement sur l'actuelle province du Hebei et comprenait notamment la ville de Pékin .
Elle est cartographiée par d'Anville sous le nom de Pé-Tché-Li.

## Histoire
Le nom Zhili signifie « directement gouverné » et indique les régions directement administrées par le gouvernement chinois impérial autour de ses capitales. La province de Zhili a été créée sous la Dynastie Ming, alors que la capitale de la Chine était située à Nankin, le long du Yangtze. En 1403, l'empereur Ming Yongle a déplacé sa capitale à Beiping, renommée Beijing (littéralement, « capitale du Nord »). La région connue comme le Zhili du Nord (Bei Zhili) était constituée de parties des provinces actuelles du Hebei, du Henan et du Shandong, ainsi que des districts de Pékin et Tianjin. Il existait une autre région située autour de la « capitale de réserve » Nankin, le Zhili du Sud (Nan Zhili), qui comprenait des parties des provinces actuelles du Jiangsu et Anhui et du district de Shanghai.
Sous la dynastie Qing, Nankin a perdu son statut de deuxième capitale et le Zhili du Sud est devenu une province normale, l'actuel Jiangnan, tandis que le Zhili du Nord était renommé simplement Zhili. Au XVIIIe siècle les limites du Zhili ont été retracées, s'étendant alors sur ce qui est aujourd'hui Pékin, Tianjin, la province du Hebei, l'ouest du Liaoning, le nord du Henan et la Mongolie intérieure[réf. souhaitée]. En 1928, le gouvernement de la République de Chine a attribué une grande partie du Zhili aux nouvelles provinces situées plus au nord et renommé le reste Hebei.